# Сударка
Сударка (рум. Sudarca) — село в Молдові в Дондушенському районі. Адміністративний центр однойменної комуни, до складу якої також входить село Брайкеу.
| Молдова | Це незавершена стаття з географії Молдови. Ви можете допомогти проєкту, виправивши або дописавши її. |